# غرب سيانغ
غرب سيانغ رمزها «WS» (بالإنجليزية: West  Siang)‏ ، هو تقسيم إداري لدولة الهند تتبع ولاية أروناجل برديش (بالإنجليزية: Arunachal  Pradesh)‏ ، مركزها هو مدينة الونج (بالإنجليزية: Along)‏ عدد سكانها حسب تعداد سنة 2001 هو 103,575 ، مساحتها 8,325 كم² وكثافة السكان 12 لكل كم² .